# Ryszard Gajewski (aktor)
Ryszard Gajewski (ur. 14 września 1952 w Krakowie) – polski aktor filmowy i teatralny.

## Życiorys
Absolwent PWST w Krakowie (1977). W latach 80. XX w. współpracował z Teatrem im. Juliusza Słowackiego w Krakowie. Występował również w rolach epizodycznych w polskich filmach i serialach. Jego jedyną pierwszoplanową rolą była rola Aleksego Dawidowskiego "Alka" w filmie "Akcja pod Arsenałem" w reżyserii Jana Łomnickiego. Obecnie Ryszard Gajewski mieszka w Stanach Zjednoczonych, gdzie włącza się w działania Polonii amerykańskiej, prowadząc program Wszyscy to wiedzą w Polskim Radio, a także występując w Teatrze Scena Polonia.

## Filmografia
- Akcja pod Arsenałem (1977) jako Aleksy Dawidowski "Alek"
- Dom (1980) jako Ksielski, syn znajomego Lawiny
- 07 zgłoś się (1981) jako Jacek/milicjant